# KV52
KV52, acrònim de l'anglès King's Valley, és una tomba egípcia de l'anomenada Vall dels Reis, situada a la riba oest del riu Nil, a l'altura de la moderna ciutat de Luxor. Va ser descoberta en 1906 per Edward Ayrton quan treballava al servei de Theodore Davis, però el seu emplaçament es desconeix actualment. Es troba molt a prop de KV50 i KV51, en el triangle format per KV35, KV36 i KV49.
El sepulcre és simple quant a estructura. Té un petit pou d'entrada (A) que dona lloc a una única càmera de tot just 3,6 metres quadrats on va ser trobada la mòmia d'un mico. Com totes les tombes alienes a membres de la família reial de la dinastia XVIII manca de decoració i està toscament tallada a la pedra. No obstant això, potser el més sorprenent fos el propietari del lloc, un mico. KV52 s'acabava de convertir en la tercera de les Tombes d'Animals de la Vall, amb els seus bessones KV50 i KV51.
El perquè d'enterrar només a un mico. en la resta de les tombes d'animals hi ha més d'un exemplar, i més en un lloc tan sagrat com era la Vall dels Reis és un misteri. S'ha pensat que potser fos el faraó Amenhotep II el qual disposés les tombes dels seus animals favorits, donada la proximitat de la seva tomba, encara que no hi ha res que demostri que fos ell. Així i tot, el faraó ja ha passat a la història com el "rei esportista", un autèntic atleta amant dels exercicis gimnàstics i, per descomptat, dels animals. I probablement ho hauria estat de ser el que ordenés la construcció de KV52, perquè pel que sembla tant el monito momificat com els altres animals de les tombes KV50 i KV51 van ser enterrats amb un generós aixovar funerari que arribava a incloure joies. Ayrton només va trobar un cofre buit de vasos canopis al costat de l'animal.